# Eupelmus amaurodes
Eupelmus amaurodes är en stekelart som beskrevs av Perkins 1910. Eupelmus amaurodes ingår i släktet Eupelmus och familjen hoppglanssteklar. Inga underarter finns listade i Catalogue of Life.